# Guam

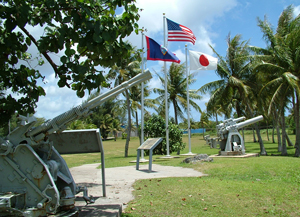
Wojenny Park Historyczny w stolicy Guamu

Guam (Terytorium Guamu, czamorro: Guåhan, Guamⓘ) – wyspa w południowej części archipelagu Marianów w Mikronezji, terytorium nieinkorporowane Stanów Zjednoczonych, ze stolicą w Hagåtña.

## Ustrój polityczny
Guam jest terytorium zależnym od Stanów Zjednoczonych. Zarządza nim amerykański Departament Spraw Wewnętrznych. Na mocy ustawy z 1950 roku (Guam Organic Act of 1950) terytorium posiada autonomię wewnętrzną. Władzę wykonawczą sprawuje gubernator wybierany w wyborach powszechnych co 4 lata. Władzę ustawodawczą sprawuje 15-osobowy parlament (Legislature of Guam), pochodzący z odbywających się co 2 lata wyborów powszechnych. Prawo głosu mają obywatele w wieku powyżej 18 lat. Guamczycy są obywatelami USA, jednak nie mogą głosować w wyborach prezydenckich.
Główne partie polityczne:
- Partia Demokratyczna (DP),
- Ludowy Sojusz Postępowy (PPA).

Święto narodowe: Dzień Odkrycia Guamu, pierwszy poniedziałek marca (1521).

## Geografia
Wyspa pochodzenia wulkanicznego, otoczona rafami koralowymi, położona na północnym Pacyfiku, pomiędzy Hawajami a Filipinami (13°28′N 144°47′E/13,466667 144,783333). Jest to największa (541,3 km²) i najdalej wysunięta na południe wyspa archipelagu Marianów. Najwyżej położonym miejscem jest Mount Lamlam o wysokości 406 m n.p.m. Długość linii brzegowej wynosi 125,5 km. Średnie roczne opady wynoszą ok. 2000 mm, natomiast średnia dzienna temperatura jest zasadniczo na stałym poziomie przez cały rok i wynosi od +26,7 do +28,4 °C (lata 1991–2020).

## Podział administracyjny
Guam dzieli się na 19 okręgów:
1. Agana Heights
2. Agat
3. Asan
4. Barrigada
5. Chalan Pago-Ordot
6. Dededo
7. Hagåtña
8. Inarajan
9. Mangilao
10. Merizo
11. Mongmong-Toto-Maite
12. Piti
13. Santa Rita
14. Sinajana
15. Talofofo
16. Tamuning
17. Umatac
18. Yigo
19. Yona

## Historia
Wyspa została odkryta 6 marca 1521 roku przez Ferdynanda Magellana i nazwana przez niego Wyspą Złodziejską, gdyż mieszkańcy archipelagu nie znali pojęcia własności i wykradli ze statku część sprzętu. Kolonizację europejską zapoczątkowali hiszpańscy misjonarze, którzy przybyli na wyspę w 1668 roku. W 1898 roku po przegranej w wojnie amerykańsko-hiszpańskiej, Hiszpania przekazała ją Stanom Zjednoczonym.
W czasie II wojny światowej została zdobyta 10 grudnia 1941 roku przez japońskie wojska. Okupacja wyspy trwała do 21 lipca 1944 roku, kiedy to została odbita przez Amerykanów, którzy wznieśli tu wielką bazę lotniczo-morską wykorzystywaną m.in. później podczas wojny wietnamskiej. W roku 1950 dowództwo US Navy przekazało zarząd nad Guamem Departamentowi Spraw Wewnętrznych, wyspie nadano wówczas nową konstytucję, powołano pochodzący z wyborów lokalny parlament, zaś mieszkańcom nadano obywatelstwo amerykańskie. Od tamtego czasu Guamczycy posiadają autonomię wewnętrzną, która w 1970 roku została rozszerzona.

## Gospodarka
Podstawą gospodarki Guamu są obsługa amerykańskich baz wojskowych oraz turystyka. Ludność zajmuje się także połowem ryb. Dobrze rozwinięte jest rolnictwo, uprawia się tam: kukurydzę, maniok, bataty, taro, kawę, kakao i trzcinę cukrową.
Problemem jest działalność gangów z Chin, Rosji, Japonii i Korei Południowej, które zajmują się praniem brudnych pieniędzy, handlem narkotykami, hazardem, prostytucją oraz przemytem ludzi.
| Dane statystyczne za lata 2001–2005   | Dane statystyczne za lata 2001–2005                              |
| ------------------------------------- | ---------------------------------------------------------------- |
| struktura zatrudnienia:               | – rolnictwo 26% – przemysł 10% – usługi 64%                      |
| Produkt krajowy brutto (PKB):         | 2,5 mld USD                                                      |
| PKB na jednego mieszkańca:            | 15 000 USD                                                       |
| budżet:                               | – dochody: 319,6 mln USD – wydatki: 427,8 mln USD                |
| inflacja:                             | 2,5%                                                             |
| ludność żyjąca poniżej progu ubóstwa: | 23,0%                                                            |
| bezrobocie:                           | 11,4%                                                            |
| elektryczność:                        | – produkcja: 1,764 mld kWh – konsumpcja: 1,641 mld kWh           |
| ropa naftowa:                         | – produkcja: 0 bar/d – konsumpcja: 16 000 bar/d                  |
| gaz ziemny:                           | – produkcja: 0 mld m³ – konsumpcja: 0 mld m³                     |
| import:                               | 701 mln USD                                                      |
| eksport:                              | 45 mln USD                                                       |
| eksport (najważniejsi partnerzy):     | Japonia: 67,2% Singapur: 11,6% Wielka Brytania: 4,8%             |
| import (najważniejsi partnerzy):      | Singapur: 50% Korea Południowa: 21,4 Japonia: 14% Hongkong: 4,6% |

## Infrastruktura

### Telekomunikacja
- Liczba aktywnych telefonów komórkowych: 98 000 (2004)
- Liczba telefonów stacjonarnych: 84 134 (2001)
- Liczba użytkowników Internetu: 79 000 (2004)

### Transport
- Liczba lotnisk: 5 (2006)
- Główny port lotniczy to Apra Harbor

## Instalacje wojskowe Stanów Zjednoczonych
- Port Apra (ang. Apra Harbor) – jeden z największych portów między Hawajami i Filipinami. Może obsługiwać największe okręty amerykańskiej floty, w szczególności lotniskowce.
- Lotnisko Andersen (ang. Andersen Air Force Base) – duże lotnisko przystosowane do bazowania ciężkich bombowców B-52.

## Demografia
Populacja wyspy w lipcu 2008 wynosiła ok. 175,9 tys. osób. Zamieszkują tu następujące grupy etniczne: Mikronezyjczycy Czamorro (ludność rdzenna) 37,1%, Filipińczycy 26,3%, biali 6,5%, inni 30,1%. Dominującą religią jest katolicyzm (85%).
Języki, którymi posługują się mieszkańcy wyspy, to: angielski 38,3%, czamorro 22,2%, filipiński 22,2%, inne 17,8%.
| VII 2008                 | VII 2008                       |
| ------------------------ | ------------------------------ |
| Liczba ludności          | 175 877                        |
| Ludność według wieku     |                                |
| 0 – 14 lat               | 28,2%                          |
| 15 – 64 lat              | 64,8%                          |
| ponad 64 lata            | 7,0%                           |
| Wiek (mediana)           |                                |
| W całej populacji        | 28,9 lat                       |
| Mężczyzn                 | 28,7 lat                       |
| Kobiet                   | 29,2 lat                       |
| Przyrost naturalny       | 1,373%                         |
| Współczynnik urodzeń     | 18,37 urodzeń/1000 mieszkańców |
| Współczynnik zgonów      | 4,65 zgonów/1000 mieszkańców   |
| Współczynnik migracji    | brak danych                    |
| Ludność według płci      |                                |
| przy narodzeniu          | 1,06 mężczyzn/kobiet           |
| poniżej 15 lat           | 1,07 mężczyzn/kobiet           |
| 15 – 64 lat              | 1,04 mężczyzn/kobiet           |
| powyżej 64 lat           | 0,88 mężczyzn/kobiet           |
| w całej populacji        | 1,04 mężczyzn/kobiet           |
| Umieralność noworodków   |                                |
| w całej populacji        | 6,55 śmiertelnych/1000 żywych  |
| płci męskiej             | 7,22 śmiertelnych/1000 żywych  |
| płci żeńskiej            | 5,84 śmiertelnych/1000 żywych  |
| Oczekiwana długość życia |                                |
| w całej populacji        | 78,93 lat                      |
| Mężczyzn                 | 75,86 lat                      |
| Kobiet                   | 82,19 lat                      |
| Rozrodczość              | 2,55 urodzeń/kobietę           |

## Religia
Struktura religijna kraju w 2010 roku według Pew Research Center:
- Katolicyzm: 75%  Osobny artykuł: Metropolia Hagåtña.
- Protestantyzm: 17,7% (gł. zielonoświątkowcy)
- Brak religii: 1,7%
- Tradycyjne religie plemienne: 1,5%
- Inni chrześcijanie: 1,4% (gł. mormoni i Świadkowie Jehowy)  Osobny artykuł: Świadkowie Jehowy w Stanach Zjednoczonych#Świadkowie Jehowy na wyspie Guam.
- Buddyzm: 1,1%
- Inne religie: 1,6%

## Kultura
Pomimo dominacji katolicyzmu zachowały się jeszcze tradycyjne wierzenia i tabu. Podczas świąt często zakładane są tradycyjne maski ludu Chamorro. Atrakcją kulinarną wyspy jest potrawka z latających lisów, endemicznego gatunku nietoperzy (Pteropus mariannus).

## Turystyka
Miejsca na wyspie, które warte są zwiedzania, to m.in.: Agana (stolica terytorium), Centrum Badawcze Regionu Mikronezji (Micronesian Area Research Center), Plaza de España, Puntan dos Amantes, Lanchon Antigo, Merizo, Inarajan, Umatac.